# P/2005 T4 SWAN
P/2005 T4 (SWAN) è una cometa periodica del sistema solare, la cui scoperta è stata particolarmente travagliata. La cometa porta anche il nome non ufficiale di SOHO-1038 (cioè, 1038ª cometa scoperta dal Solar and Heliospheric Observatory).

## Storia della scoperta
Fu scoperta da due astrofili, l'australiano Michael Mattiazzo e lo statunitense Robert Matson, nelle immagini riprese il 6, 9, 11 e 13 ottobre 2005 dallo strumento Solar Wind ANisotropies, indicato con l'acronimo SWAN, della sonda spaziale SOHO. A causa della bassissima risoluzione angolare delle immagini non fu possibile calcolare le effemeridi provvisorie. Fu rintracciata il 22 ottobre dagli astronomi Eric J. Christensen, nel corso del programma Catalina Sky Survey, e Robert H. McNaught, da Siding Spring.
Alcuni giorni dopo risultò che l'astrofilo australiano Terry Lovejoy aveva già fotografato la cometa il 9 ed il 18 ottobre, ma non avendo comunicato le sue osservazioni prima della conferma di Christensen e McNaught, la sua è rimasta solo una prescoperta. Anche Mattiazzo aveva a sua volta fotografato la cometa il 14 ottobre, ma non avendo potuto ricavare almeno tre posizioni nella stessa notte, la sua osservazione non poté essere considerata una conferma della sua precedente scoperta.